# Усов, Павел Алексеевич
Павел Алексеевич Усов (12 июля 1900, Кунгур, ныне — Пермский край, Российская Федерация — 31 января 1988, Одесса) — советский военно-политический деятель, член Военного совета Одесского военного округа, генерал-лейтенант (31.05.1954). Кандидат в члены ЦК КПУ в сентябре 1952 — феврале 1960 г. Депутат Верховного Совета УССР 4-го созыва.

## Биография
С 1918 по 1927 год — в Красной армии. Участник Гражданской войны в России, воевал против войск адмирала Колчака.
Член РКП(б) с 1919 года.
Затем находился на партийной работе.
С августа 1941 года — в Красной армии, участник Великой Отечественной войны. В 1942 — феврале 1944 г. — начальник Политического отдела 38‑й армии Воронежского и 1-го Украинского фронтов.
В феврале 1944 — 1945 г. — заместитель начальника Политического управления 1-го Украинского фронта.
После войны — на военно-политической работе.
В апреле 1948 — апреле 1949 г. — член Военного совета Южно-Уральского военного округа.
В июле 1952 — ноябре 1956 г. — член Военного совета Одесского военного округа.
Потом вышел в отставку, проживал в Одессе. Похоронен на 2-м Христианском кладбище города Одессы.

### Звание
- полковник
- генерал-майор (19.09.1944)
- генерал-лейтенант (31.05.1954)

## Награды
- орден Ленина (10.01.1944)
- три ордена Красного Знамени (в т.ч. 14.02.1943)
- орден Кутузова 2-й ст. (6.04.1945)
- орден Отечественной войны 1-й ст. (6.04.1985)
- орден Красной Звезды
- медали